# 东王村
东王村是中国浙江省嵊州市甘霖镇境内的一个村庄，位于该镇中部。东王村人口共500余人。
东王村为中国第二大戏曲剧种越剧的诞生地。1906年3月27日(农历三月初三)，李世泉、高炳火等几位艺人在东王村香火堂前举行了首次越剧演出，标志着越剧的诞生。
该村香火祠堂前有越剧诞生地标志碑，以及越剧创始人李世泉、高炳火的塑像。2006年3月27日越剧百年纪念在该村举行。

## 引用文献
1. ↑  一百年，越剧仍在这里美丽 （页面存档备份，存于），新华网
2. ↑  “百年越剧”华诞庆典在浙江嵊州举行，新华网
3. ↑  探访起源地东王村,百年越剧始于四个稻桶 （页面存档备份，存于），文新传媒网